# كيفن تومبا
كيفن تومبا (بالفرنسية: Kevin Tumba)‏ مواليد 23 فبراير 1991 في لوبومباشي، جمهورية الكونغو الديمقراطية، هو لاعب كرة سلة بلجيكي. بدأ مسيرته الاحترافية في سنة 2011. يلعب مع سي بي مورسيا كلاعب وسط. يحمل الرقم 24. يبلغ طوله 7 قدم 2 بوصة (2.2 م). لعب مع سبيرو شارلوروا وسي بي مورسيا.

## روابط خارجية
- كيفن تومبا على موقع الاتحاد الدولي لكرة السلة (الإنجليزية)
- كيفن تومبا على موقع الدوري الأوروبي لكرة السلة (الإنجليزية)
- كيفن تومبا على موقع الدوري الإسباني لكرة السلة (الإسبانية)
- كيفن تومبا على موقع كرة السلة الأوروبية.كوم (الإنجليزية)
- كيفن تومبا على موقع ريلجم (الإنجليزية)
- كيفن تومبا على موقع بروبوليرز (الإنجليزية)
- كيفن تومبا على موقع سبورتس رفرنس (الإنجليزية)